# Leszámítolás
A leszámítolás (idegen szóval diszkontálás) a még nem esedékes követelés megvásárlása az esedékesség időpontjáig járó kamatok levonásával. Ugyancsak diszkontálásról beszélünk, amikor az adós az esedékes fizetséget ki akarja tolni, és ezért fizet egy bizonyos összeget. Tipikus esete a váltó leszámítolása, ami a bankok egyik hagyományos tevékenysége.
A diszkontálás során alkalmazott kamatláb a leszámítolási kamatláb vagy más néven diszkontláb. A kereskedelmi bank az általa leszámítolt váltókat, amennyiben készpénzre van szüksége, a központi banknál visszleszámítoltathatja (rediszkontálhatja).

## Diszkontszámítás
Amennyiben a jelenleg esedékes fizetség összege P, és az adós el akarja halasztani a fizetést t évre, akkor az r piaci profitráta alkalmazásával a P későbbi értéke {\displaystyle P(1+r)^{t}}, és a leszámítolás a következőképpen számítható:
{\displaystyle {\text{Diszkont}}=P(1+r)^{t}-P.}

## Fordítás
- Ez a szócikk részben vagy egészben  a   Discounting című angol Wikipédia-szócikk ezen változatának fordításán alapul.  Az eredeti cikk szerkesztőit annak laptörténete sorolja fel. Ez a jelzés csupán a megfogalmazás eredetét és a szerzői jogokat jelzi, nem szolgál a cikkben szereplő információk forrásmegjelöléseként.